# Gonodactylus bredini
Gonodactylus bredini är en kräftdjursart. Gonodactylus bredini ingår i släktet Gonodactylus och familjen Gonodactylidae. Inga underarter finns listade i Catalogue of Life.